# Simulium englundi
Simulium englundi är en tvåvingeart som beskrevs av Craig 2004. Simulium englundi ingår i släktet Simulium och familjen knott. Inga underarter finns listade i Catalogue of Life.